# Chersotis coelebs
Chersotis coelebs är en fjärilsart som beskrevs av Smith 1900. Chersotis coelebs ingår i släktet Chersotis och familjen nattflyn. Inga underarter finns listade i Catalogue of Life.